# Algebra

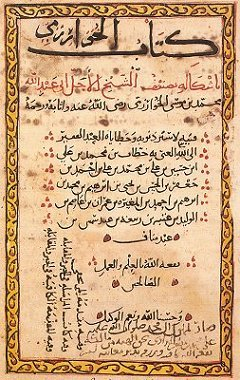
Pagina di Algebra di al-Khwarizmi

L'algebra (dall'arabo الجبر, al-ǧabr, 'completamento') è una branca della matematica che tratta lo studio di strutture algebriche, relazioni e quantità.

## Storia dell'algebra
Il termine algebra (dall'arabo الجبر, al-ǧabr che significa "unione", "connessione" o "completamento", ma anche "aggiustare" o "ricomporre") deriva dal libro del matematico persiano Muḥammad ibn Mūsā al-Ḫwārizmī, intitolato Al-kitāb al-muḫtaṣar fī ḥīsāb al-ǧabr wa l-muqābala ("Compendio sul calcolo per completamento e bilanciamento"), conosciuto anche nella forma breve Al-kitāb al-ǧabr wa l-muqābala, che tratta la risoluzione delle equazioni di primo e di secondo grado.
I primi rudimenti di algebra simbolica appaiono con Diofanto di Alessandria (III sec d.C. ca.), da cui gli altri attinsero.
Ci sono anche alcune testimonianze su problemi algebrici semplici dell'Antico Egitto, della Grecia arcaica e della Mesopotamia, di matematici che fecero uso di proprietà attinenti all'algebra elementare.

### Algebra retorica
Algebra totalmente priva di simboli, i passaggi sono descritti a parole, secondo la tradizione di Muḥammad ibn Mūsā al-Ḫwārizmī.

### Algebra sincopata
Algebra descrittiva, ma con notazioni simboliche, come quella usata dal greco Diofanto di Alessandria.

### Algebra simbolica
Algebra in cui i concetti sono rappresentati in simboli, utilizzata oggi in tutto il mondo è nata nell'antica India e poi sviluppata nel XVI secolo dai matematici europei.

## Concetti dell'algebra

### Numeri
Un numero è un oggetto astratto, usato per misurare una quantità. I numeri più utilizzati sono i numeri naturali:
{\displaystyle 0,1,2,3,4,5,6\ldots }
Aggiungendo a questi i numeri negativi, tramite il segno meno, si ottengono tutti i numeri interi:
{\displaystyle \ldots ,-3,-2,-1,0,1,2,3,\ldots }
Aggiungendo a questi le frazioni si ottengono tutti i numeri razionali:
{\displaystyle -6,-{\frac {3}{2}},{\frac {27}{4}},\ldots \,\!}
Infine, i numeri reali contengono molti altri numeri che non possono essere espressi come frazioni, quali ad esempio:
{\displaystyle {\sqrt {2}},\pi ,e,\ldots \,\!}
Aggiungendo a questi un elemento {\displaystyle i}, chiamato unità immaginaria, tale che {\displaystyle i^{2}=-1}, si ottengono i numeri complessi:
{\displaystyle 2-i,{\sqrt {2}}+3i,\pi i,\ldots }
Gli insiemi formati dai numeri naturali, interi, razionali, reali e complessi sono indicati con le lettere:
{\displaystyle \mathbb {N} \subset \mathbb {Z} \subset \mathbb {Q} \subset \mathbb {R} \subset \mathbb {C} .}
Ciascun insieme è contenuto nel successivo, come indicato dal simbolo {\displaystyle \subset } di inclusione insiemistica. Ad esempio, il numero {\displaystyle -3} non è un numero naturale, ma è un numero intero: quindi è anche razionale, reale e complesso.

### Operazioni
Con le operazioni aritmetiche di addizione, sottrazione, moltiplicazione e divisione è possibile manipolare i numeri e scrivere espressioni del tipo
{\displaystyle 1+{\frac {3}{2}}\,;\quad 3\times {\sqrt {8}}\,;\quad 8-2^{2}\,;\quad 3i(5i).\,\!}
Lo stesso numero può essere scritto in modo diverso, ad esempio:
{\displaystyle 1=3-2=5^{0}={\frac {7}{7}}=-i^{2}.}

### Costanti e variabili
L'algebra elementare è un'evoluzione dell'aritmetica: oltre ai numeri e alle quattro operazioni, in algebra si fa uso di simboli letterali che (a seconda del contesto) possono essere considerati numeri costanti o variabili. Ad esempio:
{\displaystyle 1+c\,;\quad x^{2}-1\,;\quad (a+b)^{2}.}
Usando simboli letterali è possibile enunciare dei teoremi che sono validi in contesti molto generali. Ad esempio, il quadrato del binomio
{\displaystyle (a+b)^{2}=a^{2}+2ab+b^{2}}
è un'uguaglianza valida per qualsiasi valore di {\displaystyle a} e {\displaystyle b}.

### Equazioni
Un'equazione è un'uguaglianza che può contenere alcune variabili, dette incognite. L'equazione è verificata solo per alcuni valori delle incognite, detti soluzioni. Determinare le soluzioni di un'equazione è un problema centrale in algebra. Ad esempio, nell'equazione di primo grado
{\displaystyle 2x+a=1}
la lettera {\displaystyle a} è una costante, mentre {\displaystyle x} è l'incognita da determinare. Questa equazione ha una sola soluzione; data da
{\displaystyle x={\frac {1-a}{2}}.}

### Polinomi
Un polinomio è un'espressione algebrica ottenuta manipolando alcune costanti e variabili con le operazioni di addizione, sottrazione e moltiplicazione (ma non la divisione). Ad esempio:
{\displaystyle p(x)=3x^{2}+x-c}
è un polinomio con variabile {\displaystyle x}. Un polinomio può avere più di una variabile, ad esempio
{\displaystyle q(x,y,z)=xyz-3}
ha tre variabili {\displaystyle x,y,z}.
Una radice di un polinomio con una sola variabile {\displaystyle x} è un valore numerico {\displaystyle x_{0}} per cui vale
{\displaystyle p(x_{0})=0.}
Determinare le radici di un polinomio equivale quindi a risolvere un'equazione, in cui il polinomio viene posto uguale a zero. Esistono delle formule generali per determinare le radici di un polinomio di grado 1, 2, 3 o 4. Ad esempio, un polinomio di secondo grado
{\displaystyle ax^{2}+bx+c}
può avere al massimo due radici reali, determinate dalla formula
{\displaystyle x={\frac {-b\pm {\sqrt {b^{2}-4ac}}}{2a}}.}
Se l'argomento del radicale {\displaystyle b^{2}-4ac} è negativo, il polinomio non ha radici reali. Per il teorema di Abel-Ruffini, non esistono formule risolutive generali per equazioni di grado maggiore o uguale a 5.
Un polinomio può non avere radici reali. Il teorema fondamentale dell'algebra asserisce però che ne esiste sempre (almeno) una radice complessa.

### Numeri algebrici e trascendenti
Un numero reale (o complesso) è algebrico se è radice di un polinomio a coefficienti interi. Ad esempio, ogni numero razionale {\displaystyle p/q} è algebrico, perché radice del polinomio
{\displaystyle qx-p.}
che ha coefficienti {\displaystyle p} e {\displaystyle q} interi. La radice {\displaystyle n}-esima reale {\displaystyle {\sqrt[{n}]{k}}} di un intero {\displaystyle k>0} è anch'esso un numero algebrico, radice del polinomio
{\displaystyle x^{n}-k.}
Più in generale, tutti i numeri ottenibili a partire dagli interi usando le quattro operazioni ed i radicali sono algebrici. Ad esempio:
{\displaystyle {\frac {{\sqrt {2}}-{\sqrt[{4}]{3}}+1}{\sqrt[{3}]{5}}}-7}
è un numero algebrico. Esistono però algebrici non scrivibili in questa forma, per il teorema di Abel-Ruffini. Fra i numeri complessi, l'unità immaginaria {\displaystyle i} è algebrica perché radice del polinomio {\displaystyle x^{2}+1}.
Un numero reale (o complesso) è trascendente se non è algebrico. I numeri pi greco {\displaystyle \pi } e la costante di Nepero {\displaystyle e} sono trascendenti.

### Strutture algebriche
Una struttura algebrica è un insieme dotato di una o più operazioni che soddisfano determinati assiomi. Sulla base di questi assiomi è quindi possibile dimostrare vari teoremi che risultano validi in contesti molto generali. Le strutture algebriche hanno un ruolo centrale nell'algebra astratta e in tutta la matematica moderna.

#### Gruppi
Un gruppo è un insieme {\displaystyle G} dotato di un'operazione binaria, che può essere indicata con il simbolo {\displaystyle *}, che soddisfa gli assiomi seguenti.
1. proprietà associativa: dati {\displaystyle a,b,c} appartenenti a {\displaystyle G}, vale {\displaystyle (a*b)*c=a*(b*c)}.
2. esistenza dell'elemento neutro: esiste in {\displaystyle G} un elemento neutro {\displaystyle e} rispetto all'operazione *, cioè tale che {\displaystyle a*e=e*a=a} per ogni {\displaystyle a} appartenente a {\displaystyle G}.
3. esistenza dell'inverso: ad ogni elemento {\displaystyle a} di {\displaystyle G} è associato un elemento {\displaystyle b}, detto inverso di {\displaystyle a}, tale che {\displaystyle a*b=b*a=e}.

Ad esempio, i numeri interi formano un gruppo con l'operazione {\displaystyle +} di addizione. L'insieme {\displaystyle G} e l'operazione {\displaystyle *} sono entrambi importanti nella struttura di gruppo: per identificare il gruppo degli interi con l'addizione si scrive la coppia
{\displaystyle (\mathbb {Z} ,+).}

#### Anelli e campi
Un anello è un insieme {\displaystyle A} dotato di due operazioni binarie, generalmente indicate con gli usuali simboli {\displaystyle +} e {\displaystyle \times } dell'addizione e della moltiplicazione, che soddisfa alcuni assiomi. L'operazione {\displaystyle +} deve soddisfare gli assiomi di gruppo già elencati; inoltre devono valere
1. proprietà commutativa: dati {\displaystyle a,b} appartenenti ad {\displaystyle A}, vale {\displaystyle a+b=b+a}.
2. proprietà associativa per l'operazione {\displaystyle \times }: dati {\displaystyle a,b,c} appartenenti ad {\displaystyle A}, vale {\displaystyle (a\times b)\times c=a\times (b\times c)}.
3. proprietà distributiva: dati {\displaystyle a,b,c} appartenenti ad {\displaystyle A}, vale {\displaystyle (a+b)\times c=a\times c+b\times c} e {\displaystyle a\times (b+c)=a\times b+a\times c}.

Ad esempio, i numeri interi formano un anello con le usuali operazioni di addizione e moltiplicazione, e si scrive:
{\displaystyle (\mathbb {Z} ,+,\times ).}
L'elemento neutro per l'operazione {\displaystyle +} viene solitamente indicato con il simbolo {\displaystyle 0}.
Un campo è un anello che soddisfa alcuni assiomi aggiuntivi per l'operazione {\displaystyle \times }, e cioè:
1. proprietà commutativa: dati {\displaystyle a,b} appartenenti ad {\displaystyle A}, vale {\displaystyle a\times b=b\times a}.
2. esistenza dell'elemento neutro: esiste in {\displaystyle A} un elemento neutro {\displaystyle 1} rispetto all'operazione {\displaystyle \times }, cioè tale che {\displaystyle a\times 1=1\times a=a} per ogni {\displaystyle a} appartenente a {\displaystyle A}.
3. esistenza dell'inverso: ad ogni elemento {\displaystyle a\neq 0} di {\displaystyle A} è associato un elemento {\displaystyle b}, detto inverso di {\displaystyle a}, tale che {\displaystyle a\times b=b\times a=1}.

I numeri interi non formano un campo perché 2 non ha un inverso rispetto al prodotto. I numeri razionali formano un campo e si scrive:
{\displaystyle (\mathbb {Q} ,+,\times ).}
Altri campi importanti sono i numeri reali {\displaystyle \mathbb {R} } ed i numeri complessi {\displaystyle \mathbb {C} }.

#### Spazi vettoriali
Uno spazio vettoriale è una struttura algebrica lievemente più complessa. Formalmente, consiste di una quaterna
{\displaystyle (V,K,+,\times )}
in cui {\displaystyle V} è un insieme di oggetti detti vettori, {\displaystyle K} un campo, e {\displaystyle +,\times } due operazioni binarie che soddisfano una lunga lista di assiomi. Come i vettori del piano cartesiano, i vettori di {\displaystyle V} possono essere sommati e riscalati, cioè moltiplicati per un elemento del campo {\displaystyle K} detto scalare. La nozione di spazio vettoriale è centrale in tutta la matematica moderna.

## Settori dell'algebra

### Algebra elementare
L'algebra elementare può essere introdotta come generalizzazione ed estensione dell'aritmetica, tramite l'introduzione di oggetti simbolici, chiamati variabili e costanti, denotati solitamente con lettere dell'alfabeto.
Alle espressioni costruite con l'uso delle variabili e delle costanti, si applicano le operazioni aritmetiche di addizione, differenza (più generalmente, somma algebrica), moltiplicazione e divisione. In questo modo vengono introdotti e studiati oggetti come i polinomi e le equazioni, e studiati i metodi per trovarne le eventuali radici dei primi e soluzioni delle seconde.

### Algebra astratta
L'algebra astratta è un'estensione dell'algebra elementare, nata verso la fine del XIX secolo e sviluppatasi enormemente nel XX secolo. L'algebra astratta definisce e studia le strutture algebriche: insiemi muniti di operazioni che soddisfano determinati assiomi. Esempi molto particolari di strutture algebriche sono costituiti dagli usuali insiemi numerici, quali i numeri interi, i razionali, i reali e i complessi con le loro ordinarie operazioni di somma o prodotto, o anche con una sola di queste operazioni.
Esempi di strutture algebriche sono i gruppi, gli anelli, i campi e gli spazi vettoriali.
Le operazioni di cui sono dotate queste strutture soddisfano leggi molto simili a quelle valide negli esempi numerici menzionati sopra. Esempi di strutture le cui operazioni soddisfano altre leggi, a volte apparentemente controintuitive, sono i reticoli, l'algebra di Boole e le algebre di Lie.

#### Algebra lineare
L'algebra lineare studia le matrici e gli spazi vettoriali.
Uno spazio vettoriale è una generalizzazione astratta della nozione dell'insieme dei vettori del piano (o dello spazio) in senso fisico. Uno dei suoi principali vantaggi è la possibilità di introdurre spazi di qualunque dimensione (anche infinita). Viene applicata anche per studiare le equazioni lineari, cioè le equazioni omogenee di primo grado.
Le applicazioni dell'algebra lineare sono di importanza fondamentale in fisica, in molte branche (anche non algebriche) della matematica e in altre discipline scientifiche.

#### Teoria dei gruppi
Un gruppo è una struttura algebrica dotata di una singola operazione binaria che soddisfa alcune ben determinate proprietà (gli assiomi di gruppo). Esempi di gruppi sono i numeri interi, con l'operazione di somma, oppure l'insieme delle simmetrie di un particolare oggetto geometrico (con l'operazione di composizione di funzioni). È da notare che, mentre nel primo caso vale la proprietà commutativa {\displaystyle a+b=b+a} (il gruppo si dice abeliano), la proprietà analoga non vale, in generale, nel secondo caso, perché non è necessariamente vero che {\displaystyle f\circ g=g\circ f}.
La teoria dei gruppi studia le strutture di gruppo. Oltre ad avere un profondo interesse intrinseco, la teoria dei gruppi ha importanti applicazioni in quasi tutti i settori della geometria, e in particolare alla topologia, e allo studio delle simmetrie. Ha anche una forte correlazione con la combinatoria: l'insieme delle permutazioni di un insieme è ad esempio un gruppo rispetto alla composizione di funzioni. Ha anche notevoli applicazioni in teoria dei numeri, e talvolta in analisi.

#### Teoria degli anelli
Un anello è una struttura algebrica con due operazioni, la prima delle quali soddisfa agli assiomi di un gruppo commutativo. Considerando anche la seconda operazione, si richiede che vengano soddisfatte molte delle proprietà valide per i numeri interi, con le operazioni di somma e prodotto. Ma, ad esempio, in un anello generico può capitare che {\displaystyle ab=0}, senza che necessariamente uno degli elementi {\displaystyle a} o {\displaystyle b} sia uguale a {\displaystyle 0} (questa proprietà è invece verificata negli interi). Tra gli insiemi che risultano essere degli anelli, troviamo l'insieme dei polinomi a coefficienti in un dato anello, quello delle matrici (con opportune operazioni di somma e prodotto), e l'insieme dei numeri razionali.
La teoria degli anelli studia queste strutture, e ha applicazioni in algebra e in molte altre branche della matematica, in particolare in geometria algebrica.

#### Teoria dei campi
Un campo è un anello che deve soddisfare degli assiomi ulteriori, che, intuitivamente, asseriscono la possibilità di effettuare le divisioni (ovviamente solo per un elemento non nullo). Ad esempio gli interi non sono un campo, mentre i razionali sì.
La teoria dei campi studia queste strutture. I campi sono l'oggetto base necessario per la definizione degli spazi vettoriali e quindi per tutta l'algebra lineare. La teoria di Galois è una teoria che mette in relazione i campi, e le loro possibili estensioni, coi gruppi finiti, e i loro possibili sottogruppi. La teoria di Galois fornisce metodi estremamente potenti per lo studio della risolubilità delle equazioni; in particolare, è fondamentale per dimostrare che non esiste una formula generale (che faccia uso solo di radicali) per la risoluzione delle equazioni di 5º grado o superiore.

#### Algebra computazionale
L'algebra computazionale studia gli algoritmi per la manipolazione simbolica di oggetti matematici.

#### Altre branche dell'algebra astratta
Oltre alle strutture già descritte, l'algebra ne studia molte altre, tra cui semigruppi, reticoli, moduli, algebre su campo, bialgebre, algebre di Hopf, superalgebre.
- L'algebra commutativa studia gli anelli commutativi e le loro applicazioni in geometria algebrica.
- L'algebra non commutativa, per contro, si occupa degli anelli non commutativi.
- L'algebra omologica e l'algebra omotopica studiano i concetti di omologia e omotopia astrattamente e in rapporto al loro utilizzo in topologia algebrica e in geometria algebrica.
- La teoria delle rappresentazioni studia le realizzazioni mediante matrici di varie strutture algebriche, in particolare dei gruppi finiti, dei gruppi di Lie e delle algebre di Lie.
- L'algebra universale studia le proprietà comuni a tutte le strutture algebriche sopra accennate o almeno a estese collezioni di strutture algebriche caratterizzate da proprietà dei rispettivi sistemi di assiomi; questo settore dell'algebra ha molti punti in comune con la teoria delle categorie.
- L'algebra applicata si occupa delle applicazioni dell'algebra, come quelle riguardanti la crittografia.

## Altri usi
Il termine "algebra" viene usato per indicare varie specie di strutture algebriche composite:
- Algebra di Boole
- Algebra di Kleene
- Sigma-algebra
- Algebra di incidenza
- Algebra di Lie
- Algebra di Clifford
- Algebra di Jordan
- Algebra di Cayley-Dickson
- Algebra di Poisson
- Algebra di Virasoro
- Algebra di gruppo
- Algebra di divisione
- Algebra alternativa
- Algebra quadratica
- Algebra di Hopf
- Algebra di Banach
- Algebra su campo
- *-algebra
  - C*-algebra
- Algebra differenziale
- Algebra di insiemi